# Norrköpings hospital
Norrköpings hospital var ett hospital i Norrköping som tillhörde Norrköpings kontrakt. Det uppfördes efter branden 1655 på rådman Danckwarts tomt på Strandkvarteret, kvadrat nr.19 Pelikanen. Hospitalet har idag givit upphov till namnet Hospitalsgatan i Norrköping. Efter Callerholms avgång 1777 flyttades hospitalet till Vadstena hospital.

## Hospitals prädikanter
| Ämbetstid | Namn                      | Levnadstid | Övrigt         |
| --------- | ------------------------- | ---------- | -------------- |
| 1639-1646 | Olavus Sunonis            | 1604-1680  |                |
| 1678-1688 | Leonhardus Magni Axius    | 1640-1688  |                |
| 1689-1693 | Daniel Arvidi Drothenberg | 1657-1693  |                |
| 1702-1707 | Petrus Petri Kihlman      | 1663-1728  | även syssloman |
| 1707-1714 | Israël Laurentii Vangel   | 1669-1736  |                |
|           | Zacharias                 |            |                |
| 1717-1726 | Anders Vettelius          | -1736      | även syssloman |
| 1728-1738 | Daniel Ekmark             | 1687-1764  |                |
| 1738-1752 | Anders Lindorff           | 1704-1791  | även syssloman |
| 1767-1777 | Carl Callerholm           | 1720-1789  | även syssloman |